# Liste der Biografien/Neh
Liste der Biografien |
Portal Biografien |
Personensuche
# |
A |
B |
C |
D |
E |
F |
G |
H |
I |
J |
K |
L |
M |
N |
O |
P |
Q |
R |
S |
T |
U |
V |
W |
X |
Y |
Z |
?
 
Na |
Nb |
Nc |
Nd |
Ne |
Nf |
Ng |
Nh |
Ni |
Nj |
Nk |
Nl |
Nm |
Nn |
No |
Nr |
Ns |
Nt |
Nu |
Nv |
Nw |
Nx |
Ny |
Nz
 
Nea |
Neb |
Nec |
Ned |
Nee |
Nef |
Neg |
Neh |
Nei |
Nej |
Nek |
Nel |
Nem |
Nen |
Neo |
Nep |
Ner |
Nes |
Net |
Neu |
Nev |
New |
Nex |
Ney |
Nez
Die Liste der Biografien führt alle Personen auf, die in der deutschsprachigen Wikipedia einen Artikel haben. Dieses ist eine Teilliste mit 133 Einträgen von Personen, deren Namen mit den Buchstaben „Neh“ beginnt.

## Neh

### Neha
- Nehama, Joseph (1881–1971), griechischer Historiker, Linguist und Lehrer
- Nehamas, Alexander (* 1946), griechischer Philosoph
- Nehammer, Karl (* 1972), österreichischer Politiker (ÖVP), Abgeordneter zum Nationalrat, Innenminister, Bundeskanzler Österreich
- Nehammer, Katharina (* 1982), österreichische Medienunternehmerin

### Nehb
- Nehb, Walter (1908–1966), deutscher Sprinter
- Nehb, Wolfgang (1909–1971), deutscher Internist
- Nehbel, Hermann (1868–1922), deutscher Rittergutsbesitzer und Politiker, MdR
- Nehberg, Kirsten (* 1966), deutsche Schauspielerin
- Nehberg, Rüdiger (1935–2020), deutscher Survival-Experte, Aktivist für Menschenrechte und AutorRüdiger Nehberg (1935–2020)

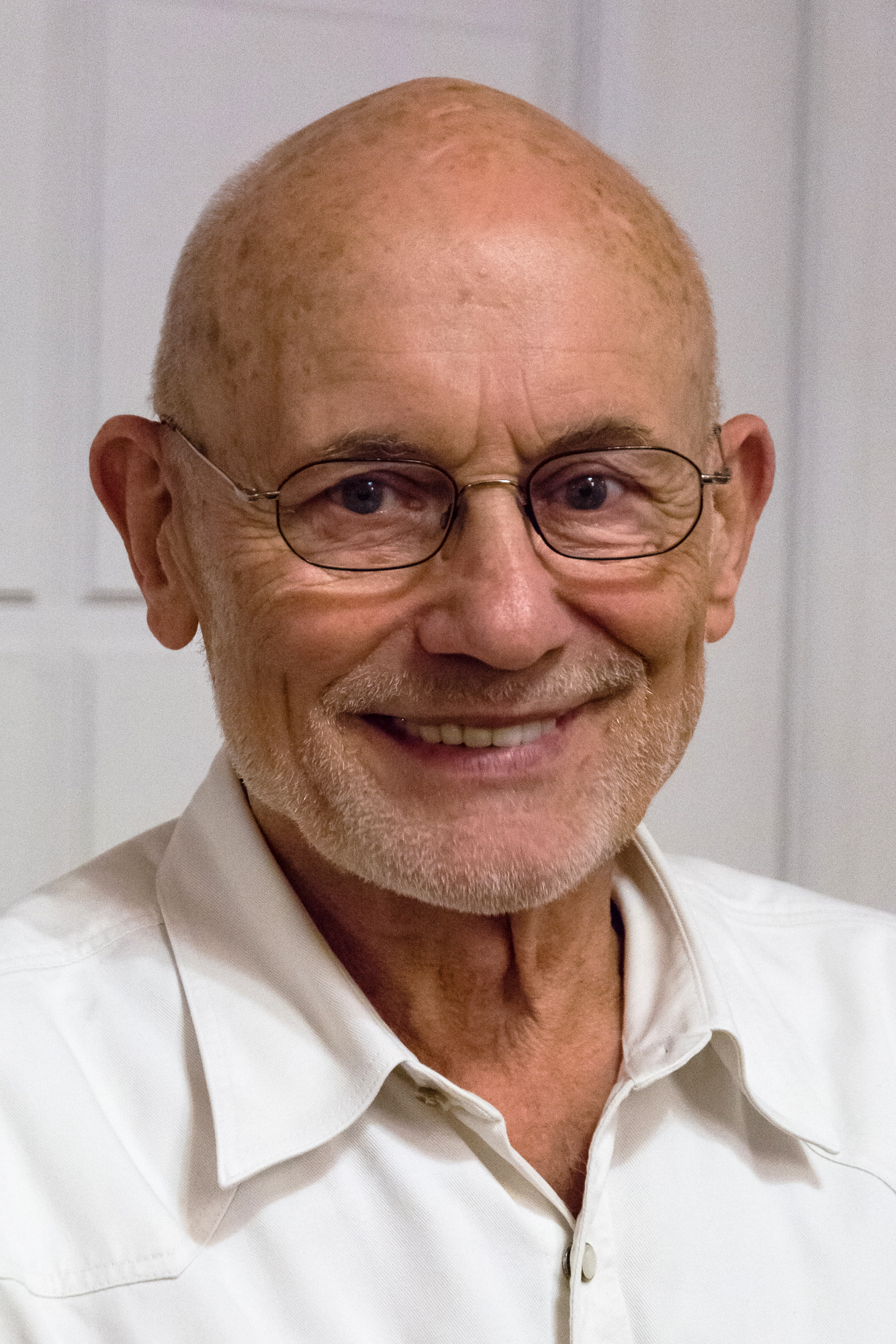
Rüdiger Nehberg (1935–2020)

### Nehe
- Neheim, Johann († 1596), Domherr in Münster
- Neheimer, Kurt (1924–1995), deutscher Journalist und SED-Funktionär
- Nehemia, im Tanach ein persischer Wiederaufbaukommissar und späterer Statthalter der persischen Provinz Jehud
- Nehemia, israelitischer Rückkehrer aus dem Babylonischen Exil
- Nehemiah, Renaldo (* 1959), US-amerikanischer Leichtathlet
- Nehemya, Ofri (* 1994), israelischer Jazzmusiker
- Neher, André (1914–1988), französischer Philosoph
- Neher, Arnold (1846–1906), Schweizer Landschaftsgärtner und Bühnenautor
- Neher, Bernhard (1814–1865), Schweizer Industrieller
- Neher, Bernhard von (1806–1886), deutscher Maler
- Neher, Carola (1900–1942), deutsche SchauspielerinCarola Neher (1900–1942)

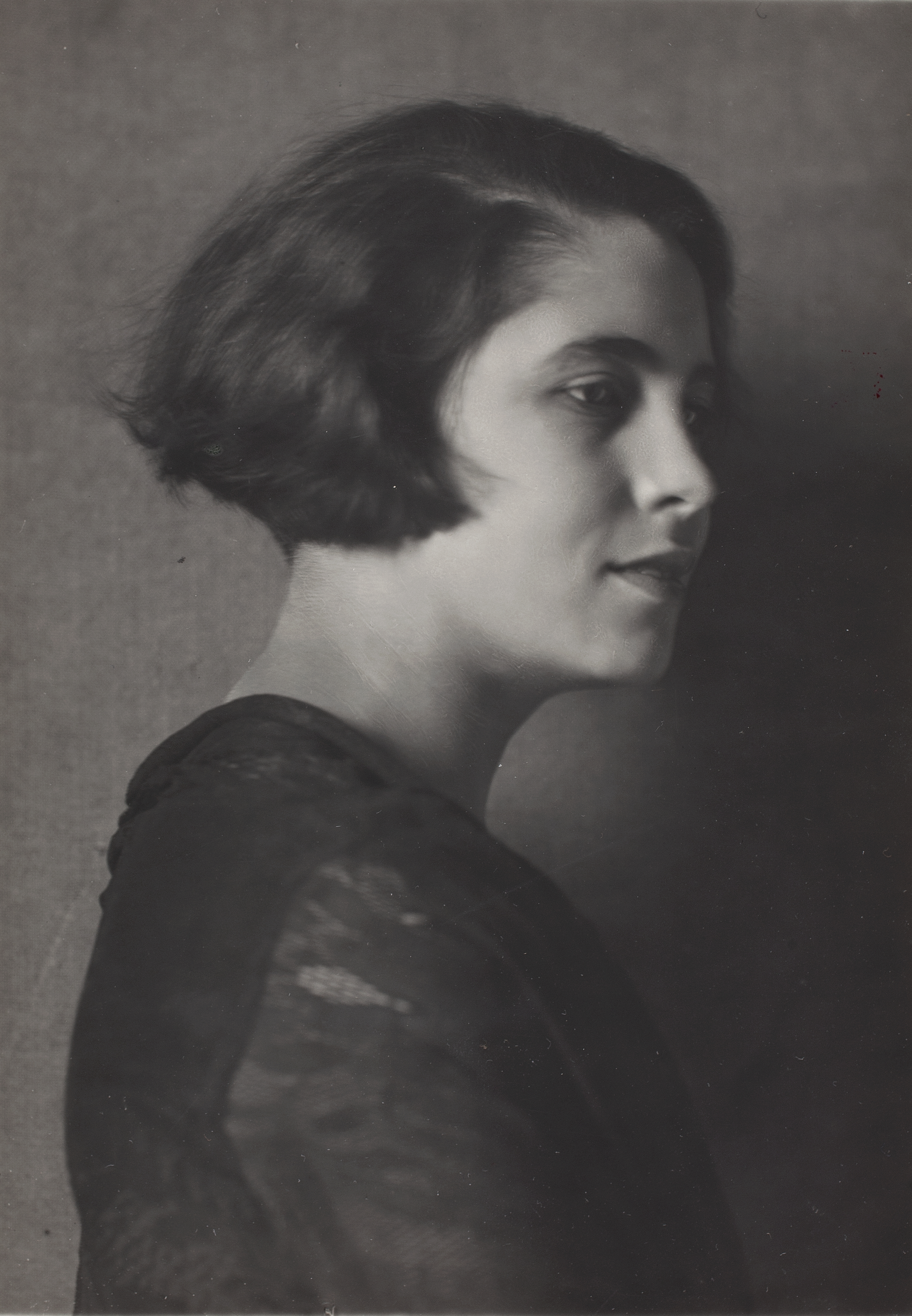
Carola Neher (1900–1942)

- Neher, Caspar (1897–1962), deutsch-österreichischer Bühnenbildner und Textdichter
- Neher, Erwin (* 1944), deutscher Mediziner und Nobelpreisträger
- Neher, Eva-Maria (* 1950), deutsche Biochemikerin
- Neher, Franz Ludwig (1896–1970), deutscher Schriftsteller
- Neher, Georg Robert (1838–1925), Schweizer Kaufmann und Unternehmer
- Neher, Johann, deutscher Baumeister und Architekt des Barock
- Neher, Johann Conrad (1818–1877), Schweizer Industrieller
- Neher, Johann Georg (1788–1858), Schweizer Industrieller
- Neher, Lambertus (1889–1967), niederländischer Postbeamter und Politiker
- Neher, Lottie (1894–1927), Schweizer Malerin
- Neher, Louis (1896–1934), österreichisch-böhmischer Stummfilmschauspieler, Stummfilmregisseur und Drehbuchautor
- Neher, Ludwig (1850–1916), deutscher Architekt
- Neher, Michael (1798–1876), deutscher Maler des Biedermeier
- Neher, Mickey (* 1966), deutscher Jazzschlagzeuger, -komponist und -sänger
- Neher, Oscar (1862–1944), Schweizer Unternehmer
- Neher, Peter (* 1955), deutscher katholischer Geistlicher, Präsident des Deutschen Caritasverbandes
- Neher, Richard (* 1979), deutscher Biophysiker und Professor am Biozentrum der Universität Basel, Schweiz
- Neher, Robert Victor (1886–1918), Schweizer Industrieller und Pionier der Aluminiumtechnologie
- Neher, Stephan (* 1973), deutscher Politiker (CDU)Stephan Neher (* 1973)

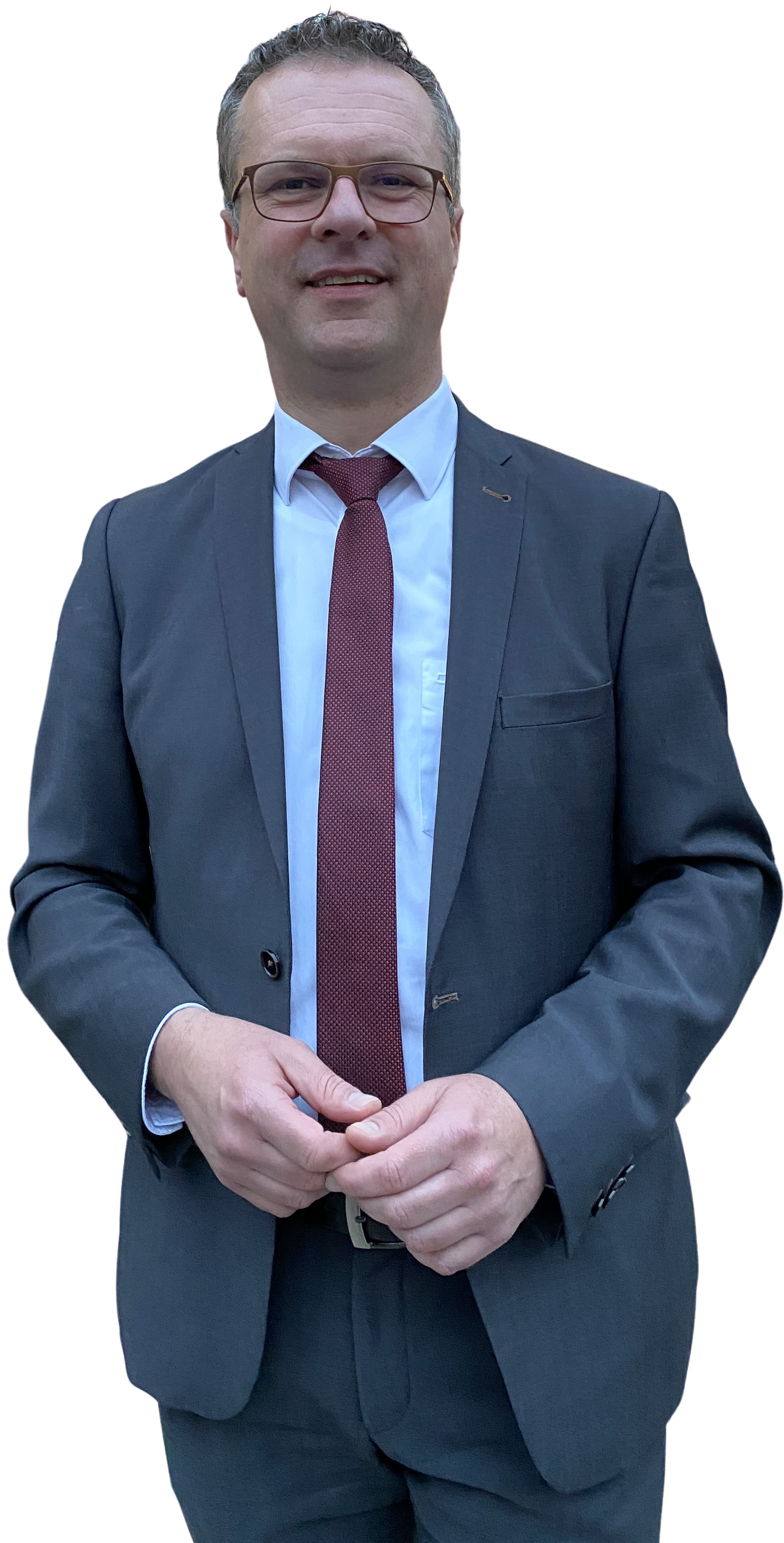
Stephan Neher (* 1973)

- Neher, Stephan Jakob (1829–1902), deutscher katholischer Theologe und Kirchenhistoriker
- Neheri I., altägyptischer Gaufürst und Wesir
- Nehesi, Schatzmeister unter der altägyptischen Herrscherin Hatschepsut
- Nehesy, altägyptischer König der 14. Dynastie

### Nehi
- Nehi, ägyptischer Wesir unter Ramses II.
- Nehi, altägyptischer Wesir der 20. Dynastie
- Nehiba, Christian (* 1966), österreichischer Sportmoderator, Kabarettist und Sänger
- Nehin, José (1905–1957), argentinischer Fußballspieler

### Nehl
- Nehl, Josef (* 1961), deutscher Fußballspieler
- Nehler, Uwe (1946–2006), deutscher Politiker (SPD), MdL
- Nehlhans, Erich (1899–1950), kommissarischer Vorsitzender der jüdischen Gemeinde zu Berlin
- Nehls, Carl (* 1894), deutscher Politiker (FDP), MdHB
- Nehls, Christian (1841–1897), Wasserbaudirektor in Hamburg
- Nehls, Hendrik (* 1982), deutscher Kontra- und E-bassist
- Nehls, Irene (* 1952), deutsche Chemikerin und Professorin an der Humboldt-Universität zu Berlin
- Nehls, Jürgen (1938–2018), deutscher Manager
- Nehls, Jürgen (1939–2015), deutscher Jurist und Autor
- Nehls, Michael (* 1962), deutscher Arzt, Molekulargenetiker und Autor
- Nehls, Paul (1882–1960), deutscher Architekt
- Nehls, Peter (1939–2012), deutscher Ju-Jutsuka und Sachbuchautor
- Nehls, Troy (* 1968), US-amerikanischer Politiker der Republikanischen Partei
- Nehls, Ulrich (* 1959), deutscher Kirchenmusiker und Hochschullehrer
- Nehls, Uwe, deutscher Biologe und Hochschullehrer
- Nehls, Walter (* 1940), deutscher landwirtschaftlicher Facharbeiter und Mitglied der Volkskammer der DDR
- Nehlsen, Hermann (* 1916), deutscher Schauspieler und Hörspielsprecher
- Nehlsen, Hermann (1936–2021), deutscher Jurist und Rechtshistoriker
- Nehlsen-von Stryk, Karin (* 1942), deutsche Rechtshistorikerin

### Nehm
- Nehm, Albert (1932–2012), deutscher Politiker (SPD), MdB
- Nehm, Eduard (1908–1974), deutscher Jurist
- Nehm, Günter (1926–2009), deutscher komischer Lyriker
- Nehm, Kay (* 1941), deutscher Jurist, Generalbundesanwalt
- Nehm, Walter (1884–1958), deutscher Bergbauingenieur und Hochschullehrer
- Nehmé, Abraham (1927–2022), syrischer Ordensgeistlicher und melkitisch griechisch-katholischer Erzbischof von Homs
- Nehmé, Raoul, libanesischer Banker und Politiker
- Nehmeh, Mounif (* 1977), libanesischer Architekt und Bauunternehmer
- Nehmer, Meinhard (* 1941), deutscher Leichtathlet und Bobsportler (Bobpilot)
- Nehmer, Rudolf (1912–1983), deutscher Maler und Grafiker
- Nehmert, Fritz (1903–1990), deutscher Maler und Dichter
- Nehmiz, Hanshugo (1909–1945), deutscher Archivar und Historiker
- Nehmiz, Hugo (1845–1903), deutscher Theologe und Konsistorialrat
- Nehmiz, Hugo (1879–1967), deutscher evangelischer Geistlicher
- Nehmzow, Regina (* 1956), deutsche Historikerin und Archivarin

### Neho
- Nehoda, Michal (* 1976), tschechischer Fußballspieler
- Nehoda, Zdeněk (* 1952), tschechoslowakischer Fußballspieler und SpielerberaterZdeněk Nehoda (* 1952)

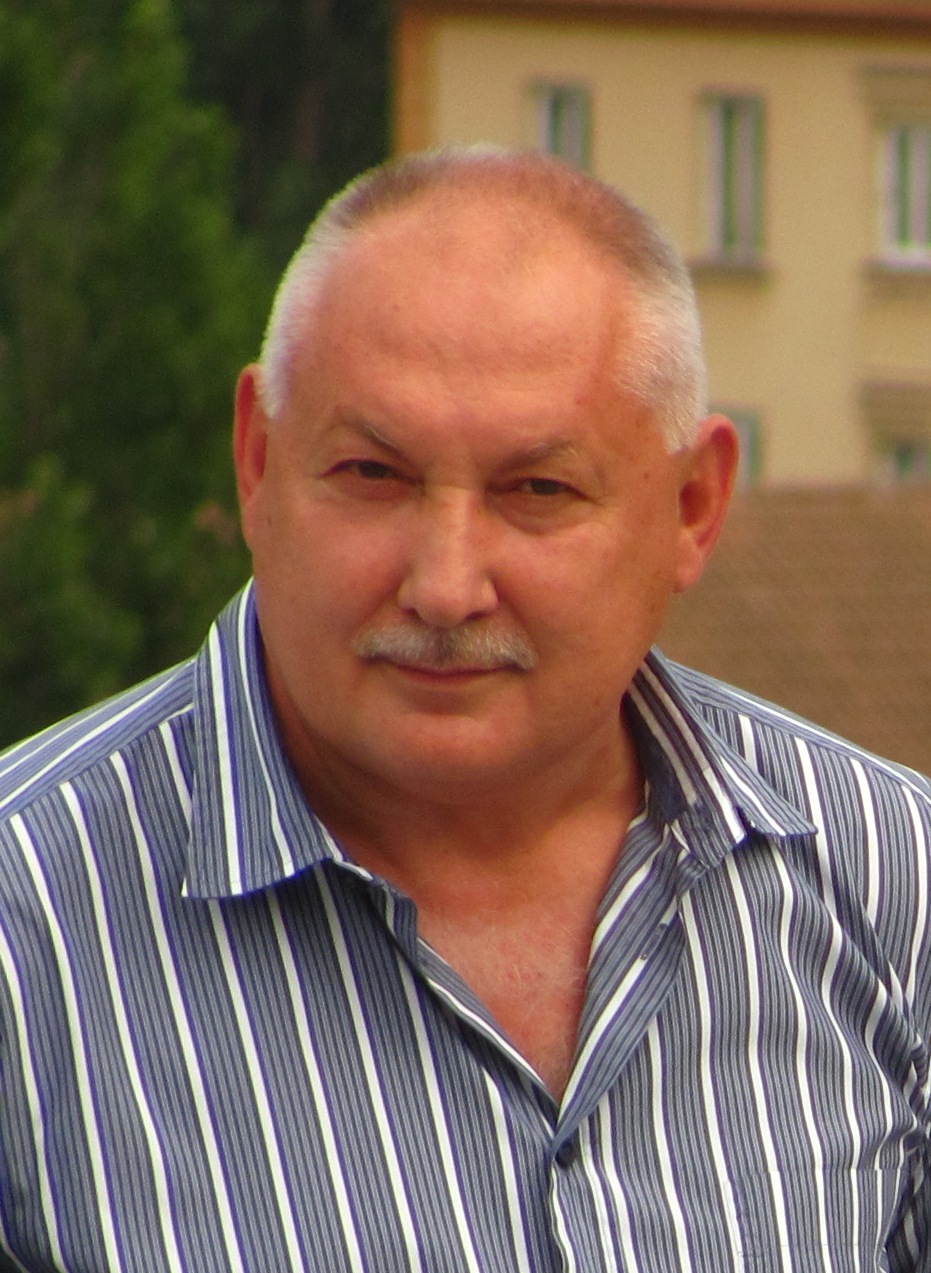
Zdeněk Nehoda (* 1952)

- Nehova, Kandy (* 1946), namibischer Politiker, Vorsitzender des Nationalrats

### Nehr
- Nehr, Alexander (1855–1928), österreichischer Kunstschlosser und Kunstschmied
- Nehr, Johann Josef (1752–1820), böhmischer Klosterarzt und Förderer Marienbads
- Nehrbauer, Thorsten (* 1978), deutscher Fußballspieler und -trainer
- Nehrebecka, Anna (* 1947), polnische Schauspielerin
- Nehrer, Martin (* 1955), österreichischer Politiker (ÖVP), Landtagsabgeordneter im Burgenland
- Nehrhoff von Holderberg, Gustav Erwin (1806–1890), sächsischer General der Infanterie
- Nehrig, Bernd (* 1986), deutscher Fußballspieler und TrainerBernd Nehrig (* 1986)

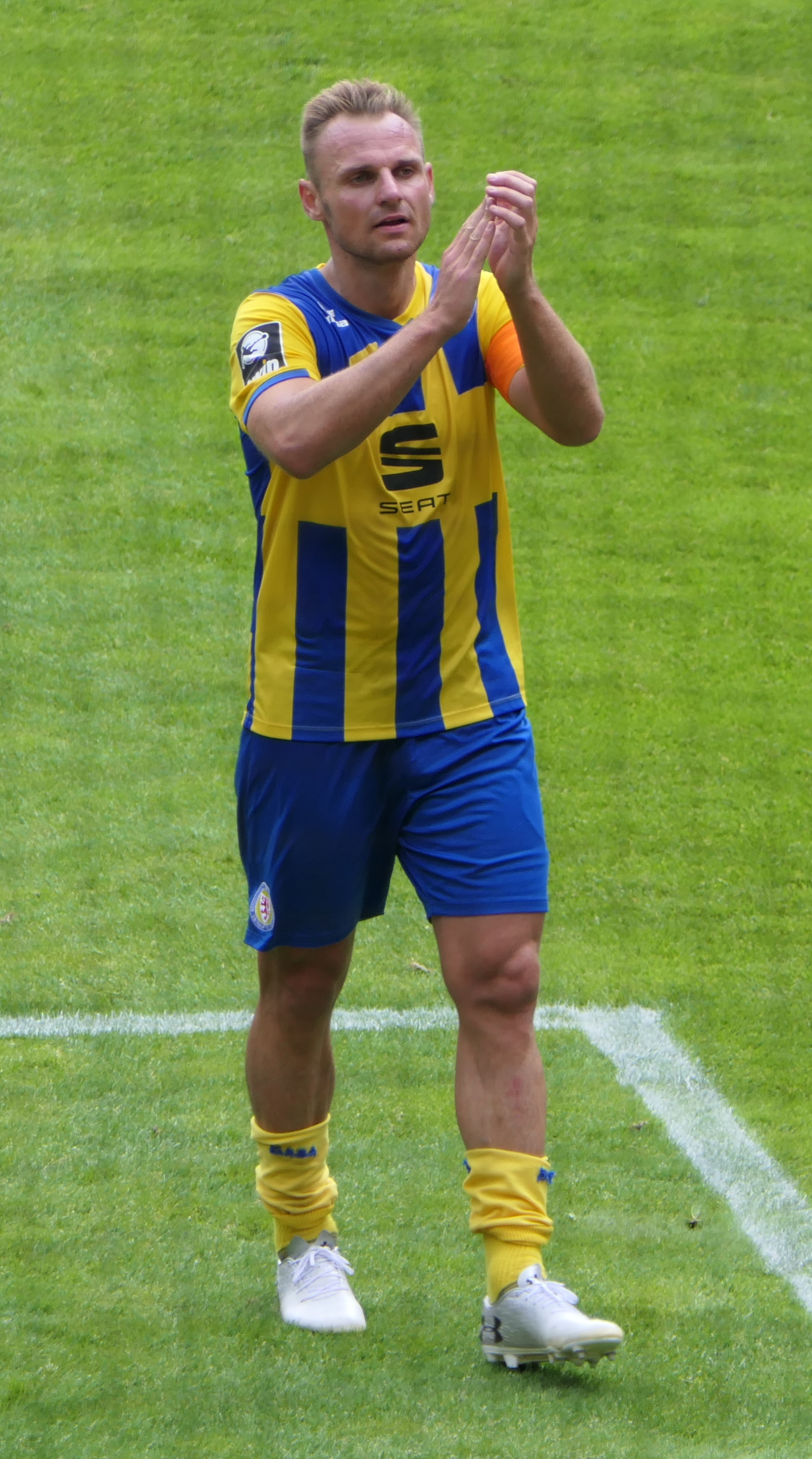
Bernd Nehrig (* 1986)

- Nehring, Alfons A. (1890–1967), deutscher Sprachwissenschaftler
- Nehring, Alfred (1845–1904), deutscher Zoologe und Paläontologe
- Nehring, Alfried (* 1939), deutscher Filmproduzent, Drehbuchautor, Dramaturg und Autor
- Nehring, Andreas (* 1957), deutscher evangelischer Theologe und Hochschullehrer
- Nehring, Chad (* 1987), deutsch-kanadischer Eishockeyspieler
- Nehring, Christopher (* 1984), deutscher Wissenschaftler, Journalist und Publizist
- Nehring, Dietwart (* 1930), deutscher Chemiker, Meereskundler und Ozeanograph
- Nehring, Erhard (1892–1982), deutscher Bakteriologe
- Nehring, Harald (* 1929), deutscher Maler und Hörspielautor
- Nehring, Holger (* 1974), deutscher Historiker
- Nehring, Joachim (1903–1991), deutscher Journalist und Politiker (DNVP, NSDAP)
- Nehring, Johann Christian (1671–1736), deutscher Dichter von Kirchenliedern
- Nehring, Johannes (1902–1930), deutscher Segelflugpionier
- Nehring, Kurt (1898–1988), deutscher Agrikulturchemiker
- Nehring, René (* 1975), deutscher Journalist und Chefredakteur
- Nehring, Rudolf (1922–1968), deutscher Journalist
- Nehring, Volker (* 1981), deutscher Entomologe und Evolutionsbiologe
- Nehring, Walther (1892–1983), deutscher General der Panzertruppe im Zweiten Weltkrieg
- Nehring, Wolfgang (1938–2013), deutscher germanistischer Literaturwissenschaftler
- Nehring, Wolfgang (1949–2016), deutscher Tierpfleger im Krefelder Zoo
- Nehring-Kleedehn, Bärbel (1952–2022), deutsche Politikerin (CDU), MdL, Landesministerin von Mecklenburg-Vorpommern
- Nehringowa, Zofia (1910–1972), polnische Eisschnellläuferin
- Nehrkorn, Adolph (1841–1916), deutscher Ornithologe und Oologe
- Nehrkorn, Harald (1910–2006), deutscher Reformpädagoge
- Nehrlich, Gustav (1805–1840), deutscher Maler
- Nehrling, Heinz (1928–2004), deutscher Volkswirt und Politiker (SPD), Staatssekretär, MdL
- Nehrling, Kurt (1899–1943), deutscher Politiker
- Nehrling, Max (1887–1957), deutscher Maler und Grafiker
- Nehrman, John Alfred (1860–1936), schwedischer Maler und Illustrator
- Nehru, Braj Kumar (1909–2001), indischer Diplomat und Politiker
- Nehru, Jawaharlal (1889–1964), indischer PremierministerJawaharlal Nehru (1889–1964)

Jawaharlal Nehru (1889–1964)

- Nehru, Motilal (1861–1931), indischer Anwalt und Staatsmann; Mitbegründer der Swaraj-Partei
- Nehru, Uma (1884–1963), indische Politikerin und Publizistin
- Nehry, Hans (1861–1899), deutscher Gymnasiallehrer und Autor

### Nehs
- Nehse, Eduard (* 1793), deutscher Brockenwirt, Leiter der meteorologischen Station auf dem Brocken im Harz und Verfasser von Schriften über den Brocken

### Nehu
- Nēhua, Katerina (1903–1948), neuseeländische Langstreckenschwimmerin, Weltrekordhalterin im Dauerschwimmen (1931)
- Nehuschtan, Ido (* 1957), israelischer General
- Nehutdescherut, altägyptischer Beamter der 6. Dynastie

### Nehv
- Nehve, Hertha (* 1905), deutsche Malerin

### Nehw
- Nehwal, Saina (* 1990), indische Badmintonspielerin

### Nehy
- Nehy, ägyptischer Beamter unter Thutmosis III.
- Nehy, Regine (* 1987), US-amerikanische Film- und Fernsehschauspielerin